# Stargate Infinity
A Csillagkapu Végtelen (SGI vagy Infinity) egy 2002-ben indult Franciaország-amerikai sci-fi animációs filmsorozat. Az eredeti Csillagkapu sorozatokhoz és filmekhez (Csillagkapu, Csillagkapu, Csillagkapu: Atlantisz, Stargate Universe, Csillagkapu: Az igazság ládája, Csillagkapu: Continuum) a csillagkapu jelenlétén kívül semmiben sem hasonlít.
Alkotói Eric Lewald és Michael Maliani a Csillagkapu televíziós sorozat spin-offjaként hozták létre. Rendezője Will Meugniot, a sorozat a Metro-Goldwyn-Mayer és a DIC Entertainment (Cookie Jar Group) közös produkciója volt. A rajzfilmsorozatnak alacsony nézettsége, gyenge fogadtatása volt, egy évad után törölték is. Között Magyarországon 2005. Január 1. - 2006. Június 2. az A+ Sugározta, 2007. November 27. - 2008. Május 15. az TV2 Sugározta, 2009. Február 21. - 2009. Szeptember 25. az RTL Klub Sugározta, 2011. Október 23. - 2012. Augusztus 11. az Minimax Sugározta, 2014. Augusztus 14. - 2015. Július 26. az Story4.

## Cselekmény
A Csillagkapu Végtelen eseményei 30 évvel később a jövőben történnek, Gus Bonner és csapatának kalandjait követik nyomon. Bonner csapata akkor jött létre, mikor olyan bűn elkövetésével vádolták meg, melyet el sem követett. Megszökött a Csillagkapu Parancsnokságról, miután egy idegen faj, a Tlak'kahn megtámadta a parancsnokságot . A csillagkapun át elszöktek, onnantól céljuk az volt, hogy addig járják a bolygókat, míg bizonyítékot nem tudnak szerezni, mellyel nevüket tisztázhatják, és visszatérhetnek a Földre. Eközben a galaxis számos különös kultúrájával ismerkednek meg.

## Szereplők
- Gus Bonner – eredeti hangja Dale Wilson
- Stacey Bonner – eredeti hangja Tifanie Christun
- Seattle Montoya – eredeti hangja Bettina Bush
- R.J. Harrison – eredeti hangja Mark Hildreth
- Draga – eredeti hangja Kathleen Barr
- Ec'co – eredeti hangja Cusse Mankuma
- Pahk'kal – eredeti hangja Mackenzie Gray
- Da'Kyll – eredeti hangja Mark Acheson

## Epizódok
| Epizód | Cím                     | Rendező       | Író                              | Első sugárzás        |
| ------ | ----------------------- | ------------- | -------------------------------- | -------------------- |
| 1.01   | Decision                | Will Meugniot | Mark Edens, Michael Edens        | 2002. szeptember 14. |
| 1.02   | Double Duty             | Will Meugniot | Mark Edens, Michael Edens        | 2002. szeptember 21. |
| 1.03   | The Best World          | Will Meugniot | Mark Edens, Len Uhley            | 2002. szeptember 28. |
| 1.04   | Coming Home             | Will Meugniot | Jan Strnad                       | 2002. október 5.     |
| 1.05   | Mentor                  | Will Meugniot | Richard Mueller                  | 2002. október 12.    |
| 1.06   | Hot Water               | Will Meugniot | Francis Moss, Ted Pedersen       | 2002. október 19.    |
| 1.07   | Phobia                  | Will Meugniot | Jon Loy                          | 2002. október 26.    |
| 1.08   | Can I Keep It?          | Will Meugniot | Matt Edens                       | 2002. november 2.    |
| 1.09   | Who Are You?            | Will Meugniot | Katherine Lawrence               | 2002. november 9.    |
| 1.10   | Greed                   | Will Meugniot | Richard Mueller                  | 2002. november 16.   |
| 1.11   | Stones                  | Will Meugniot | Nick Dubois                      | 2002. november 23.   |
| 1.12   | Initiation              | Will Meugniot | Steven Melching                  | 2002. november 30.   |
| 1.13   | The Mother of Invention | Will Meugniot | Christy Marx, Randy Littlejohn   | 2002. december 7.    |
| 1.14   | Reality                 | Will Meugniot | Katherine Lawrence               | 2002. december 30.   |
| 1.15   | Museum                  | Will Meugniot | Brooks Wachtel                   | 2003. január 6.      |
| 1.16   | Us and Them             | Will Meugniot | Julia Jane Lewald                | 2003. január 13.     |
| 1.17   | The Face of Evil        | Will Meugniot | Jon Loy                          | 2003. január 20.     |
| 1.18   | The Key                 | Will Meugniot | Richard Mueller                  | 2003. január 27.     |
| 1.19   | Chariot of the Sun      | Will Meugniot | Katherine Lawrence               | 2003. február 3.     |
| 1.20   | The Answer              | Will Meugniot | Katherine Lawrence               | 2003. február 10.    |
| 1.21   | The Look                | Will Meugniot | Bob Forward                      | 2003. február 17.    |
| 1.22   | Feet of Clay            | Will Meugniot | Richard Mueller                  | 2003. február 24.    |
| 1.23   | The Natural             | Will Meugniot | Mark Edward Edens                | 2003. március 3.     |
| 1.24   | Big Mistake             | Will Meugniot | Nick Dubois                      | 2003. március 10.    |
| 1.25   | The Illustrated Stacey  | Will Meugniot | Craig Miller                     | 2003. március 17.    |
| 1.26   | The Long Haul           | Will Meugniot | Mark Edward Edens, Michael Edens | 2003. március 24.    |